# Desideri d'estate
Desideri d'estate è un film italiano del 1964 diretto da Silvio Amadio.

## Trama

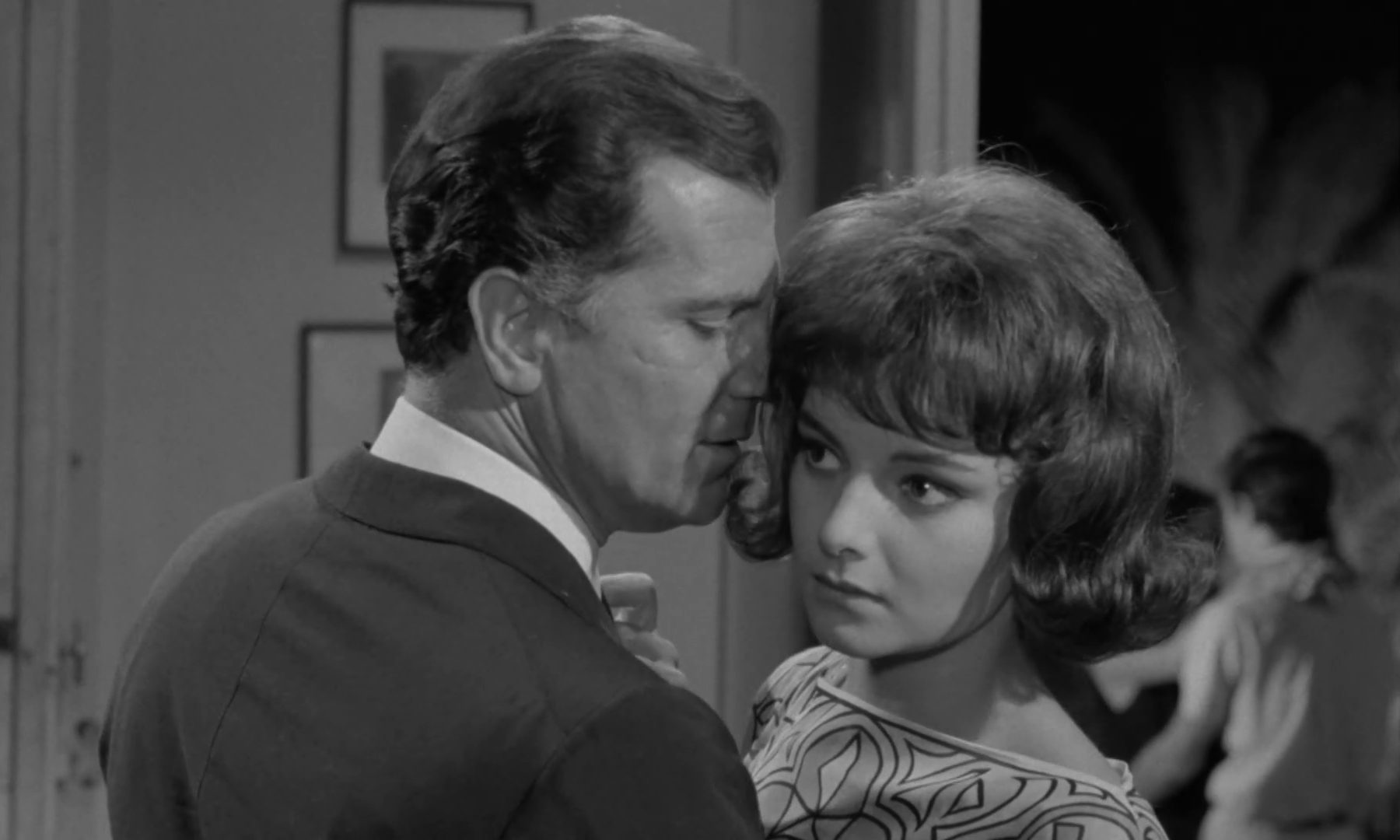
Un'altra scena con Ferzetti e Dexter

In una località balneare, un gruppo di amici decide di procurarsi un motoscafo per le loro gite ricattando un ricco villeggiante, padre di uno di loro. Incaricano così una delle ragazze di sedurre l'uomo, per poterli cogliere in flagrante e quindi ricattarlo.
Tutto si complica quando la giovane donna si innamora seriamente dell'uomo, ma si accorgerà presto che per lui non è una cosa seria. Gli amici si rassegnano a ottenere l'imbarcazione con altri mezzi meno pericolosi.

## Produzione
Le riprese avvennero a Castiglioncello (Livorno).
Come aiuto regista vi fu Giancarlo Romitelli.

## Distribuzione
Il film arrivò nelle sale cinematografiche italiane il 4 aprile 1964; era vietato ai minori di 14 anni.